# Willi Bölke
Willi Theodor Fritz Bölke (* 6. März 1900 in Berlin; † 5. Mai 1948 ebenda) war ein deutscher Gewerkschafter (DMV) und aktiv im Widerstand gegen den Nationalsozialismus.

## Leben

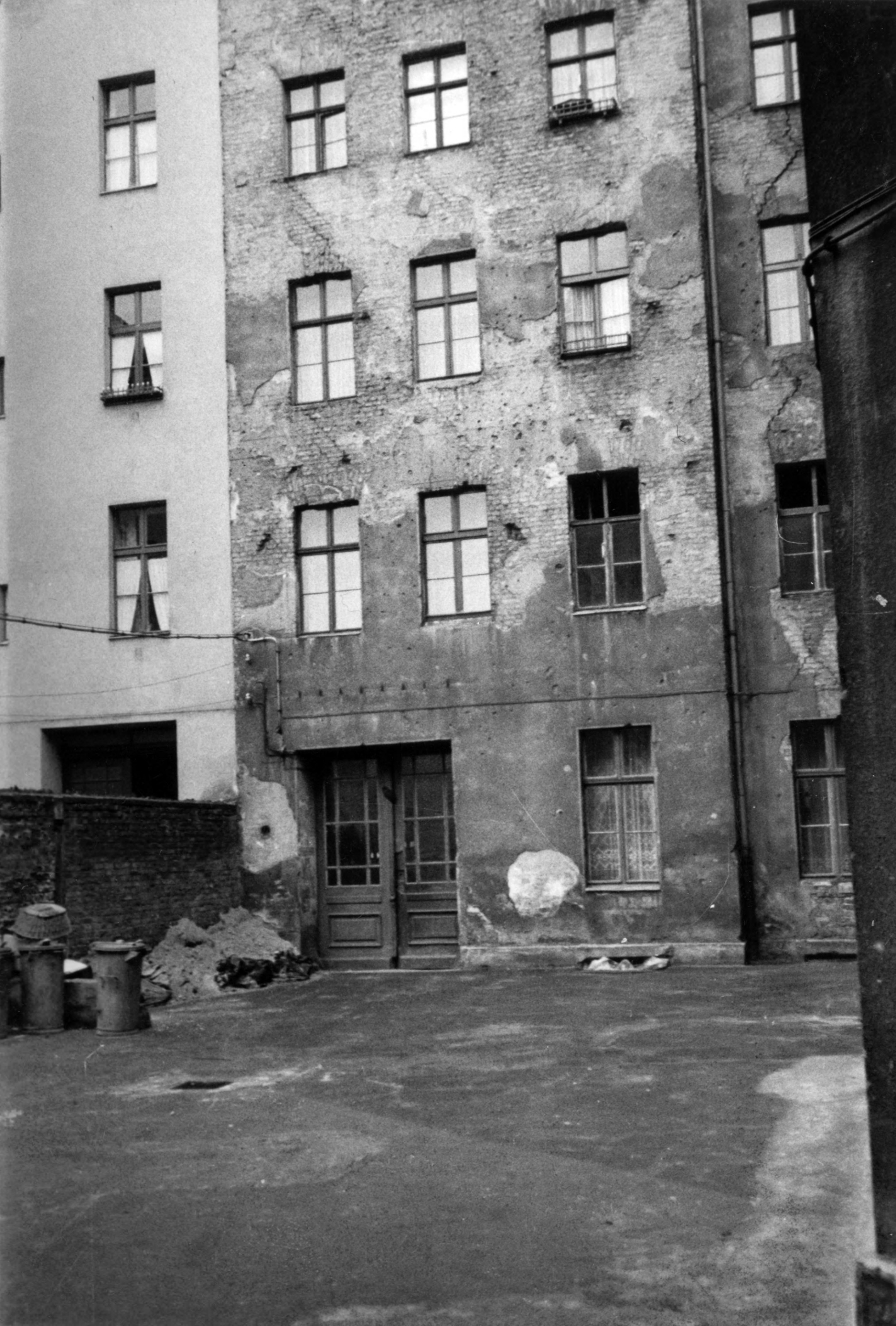
Bölkes ehemalige Wohnung in Berlin-Wedding (2. Etage, angelehntes Fenster)

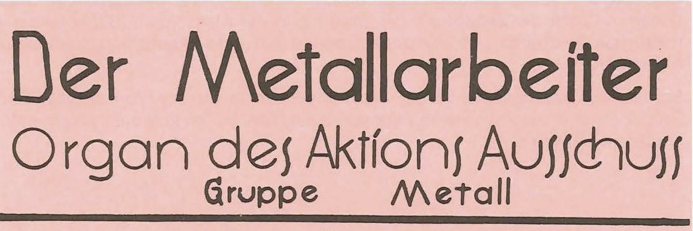
Die illegale Zeitung „Der Metallarbeiter“

Willi Bölke wurde als Sohn des Schlossers Willy Bölke und dessen Ehefrau Anna Bölke, geborene Gädicke, in Berlin-Kreuzberg geboren.
Er war von Beruf Dreher. Bis zum Verbot der Partei im Jahr 1933 war er Mitglied der SPD. Als Funktionär des 1933 zwangsweise aufgelösten Deutschen Metallarbeiter-Verbandes (DMV) war er Mitglied der erweiterten Ortsverwaltung Berlin.
Nach der „Machtergreifung“ der Nationalsozialisten hat sich auf Initiative von Mitgliedern der KPD-O in Berlin ein überparteilich zusammengesetztes gewerkschaftliches Metallarbeiter-Widerstandsnetzwerk gebildet, das illegale Kader in verschiedenen Berliner Großbetrieben besaß. Hauptorganisator war Walter Uhlmann. Bölke, der seit Jahren freundschaftliche Beziehungen zu Kollegen der KPD-O unterhalten hatte, schloss sich der Gruppe an.
Man gründete den Aktions-Ausschuss „Gruppe Metall“ und Bölkes Wohnung in Berlin-Wedding, in der Schulstraße 55, Hinterhaus, 2. Stock, wurde ein illegaler Treffpunkt. In Bölkes Wohnung wurden auch die illegale Zeitung Der Metallarbeiter mit Berichten und Materialien und Flugblätter hergestellt. Nicht weit davon entfernt befand sich in der Liebenwalder Straße in einer Kohlenhandlung eine Auslieferungsstelle für Schriftenmaterial.
1937 gelang der Gestapo der entscheidende Schlag gegen die Untergrundgruppe. Verhaftete wurden grausam gequält. Gegen die Hauptangeklagten, darunter Walter Uhlmann, verhängte der Volksgerichtshof hohe Zuchthausstrafen. Laut Hans-Rainer Sandvoß wurde die illegale Gruppe wegen der Verbreitung unterdrückter Nachrichten von den Nationalsozialisten als besonders gefährlich angesehen. Dank geschicktem Vorgehen und der Verschwiegenheit seiner politischen Freunde wurde Willi Bölke nie verhaftet.

„Jeder musste sich immer vor Augen halten: Werde ich bei der Weitergabe des Metallarbeiters geschnappt oder auch nur beobachtet, dann gefährde ich nicht nur mich, sondern auch viele andere. Am Ende stehen KZ, Gefängnis, Zuchthaus.“

Seit 1936 war Bölke mit der aus Berlin-Wedding stammenden Ella Margarete Bölke, geborene Reich (* 1906; † 1955), verheiratet.
Willi Bölke nahm sich am 5. Mai 1948 durch Einatmen von Leuchtgas das Leben.